# Pontevedra (Buenos Aires)
Pontevedra es una ciudad del oeste del Gran Buenos Aires, Argentina. Pertenece al partido de Merlo en la provincia de Buenos Aires.
Pontevedra fue fundada en 1873 gracias al esfuerzo de Miguel Navarro Viola, Fabiola Rodríguez y Enrique Quintana haciendo de Pontevedra el segundo pueblo más antiguo del partido luego del de Merlo.
Los habitantes de Pontevedra consideran como fecha de fundación de la ciudad el 14 de octubre de 1873, día en el que los primeros pobladores toman posesión de los terrenos que previamente habían adquirido.
Por ley 11135 de la Provincia de Buenos Aires, el 9 de octubre de 1991 Pontevedra fue declarada ciudad.

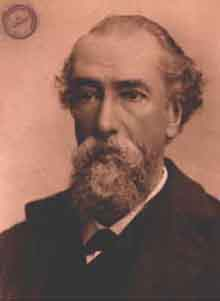
Miguel Navarro Viola, fundador de Pontevedra.

## Geografía

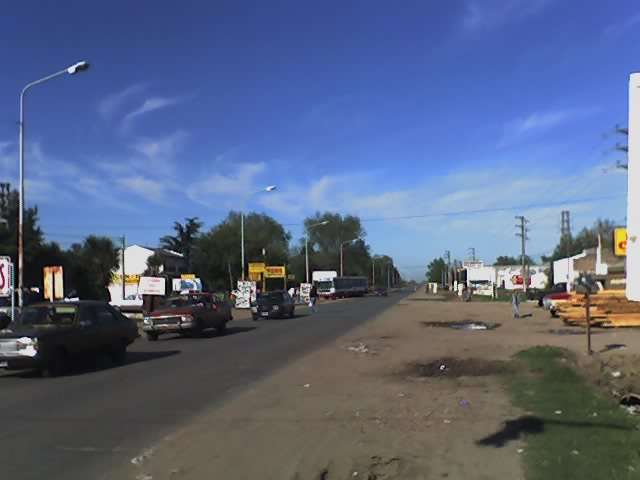
Avenida Eva Perón-Ruta Provincial 21.

Pontevedra limita al oeste-noroeste con Mariano Acosta, al norte con Parque San Martín, al noreste con Libertad, al suroeste con el Partido de Marcos Paz, al sur con Veinte de Junio y al este con González Catán.
- Altitud: 16 m s. n. m.
- Latitud: 34º 45' 06" S
- Longitud: 058º 42' 42" O

La principal vía de comunicación de Pontevedra con las otras localidades del Gran Buenos Aires es la Ruta Provincial 21.
En el barrio La Teja se encuentra el punto más elevado del partido de Merlo con respecto al nivel del mar: 30,8 m s. n. m.

## Toponimia

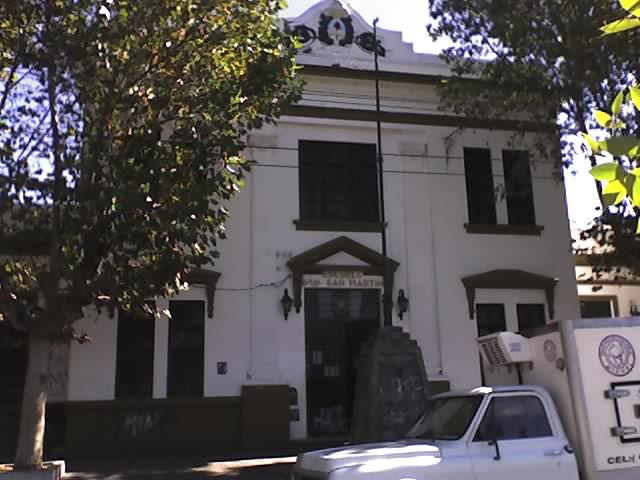
Primera escuela de Pontevedra, inaugurada en 1882. El actual edificio fue construido a principios de la década de 1930.

Pontevedra tiene su homónima en la península ibérica, en Galicia. La localidad fue bautizada con tal nombre tal vez por la fuerte ascendencia gallega del país o quizá por sugerencia de Manuel Rodríguez Fragio, vecino de Merlo de destacada actuación pública en el distrito y oriundo de Galicia.
El 17 de marzo de 1990, la ciudad fue rebautizada con motivo de la visita del Alcalde del Ayuntamiento de Pontevedra (España) don José Rivas Fontán, quien celebró un Acta de hermandad y asistencia recíproca con el gobierno municipal de Merlo, para un mejor conocimiento de ambas localidades.
La imagen muestra la escuela Gral San Martín N.º 4, el instituto hace un año cumplió su centenario y se dio a conocer la posibilidad de hacer de él un museo nacional histórico, convirtiéndolo en un tesoro nacional.

## Historia

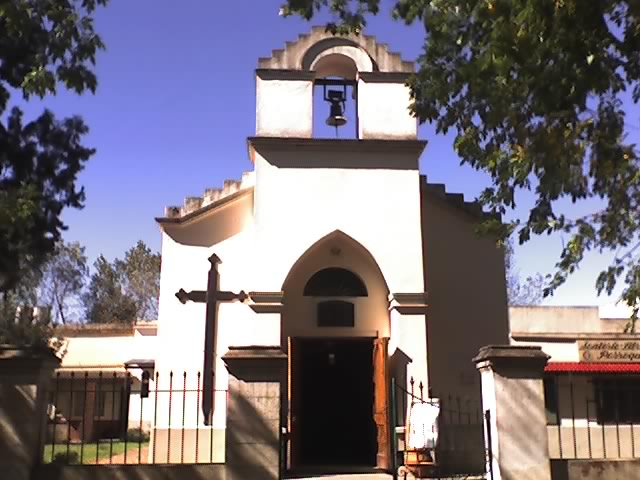
Parroquia Inmaculada Concepción. En su frente se puede ver grabada la Cruz de Santiago.

Corría 1580 cuando don Juan de Garay funda por segunda vez la Ciudad de la Trinidad y Puerto de Buenos Aires, tomando posesión efectiva de las mismas en forma de estancias en nombre del Rey de España. 
Entre las primeras entregas, que van rodeando la ciudad de Buenos Aires, se encuentran las que fueron concedidas a doña María González y a su hermana doña Ana; la primera se casa con don José Rubin de Celius y la segunda, con el capitán Domingo de Videla. Ya en los albores del siglo XVIII, Francisco de Merlo adquiere ambas estancias, las que a su muerte son vendidas a don Antonio Rodríguez Verón y posteriormente, los sucesores de éste las venden a don Ramón Guerrero. Años más tarde, Juan Ortiz de Rozas (hijo de Juan Manuel de Rosas) y Cándido Pizarro, las compran en sociedad; pero esta no dura mucho, resuelven vender estas tierras a Gregorio de Lezama, quien sin conocerlas siquiera las transfiere al empresario irlandés Thomas Gahan (Ballynacarrigy, Condado de Westmeath, 1809 - Argentina, 3 de agosto de 1890). Thomas Gahan llegó al país junto con sus hermanos John, Catherine y Martha en 1837 en el velero "Isabella" que había partido desde Liverpool, se dedicó a la ganadería y fue miembro del primer gobierno comunal de Merlo en 1865. Gahan bautizó a su estancia como Estancia 11 de Octubre. 

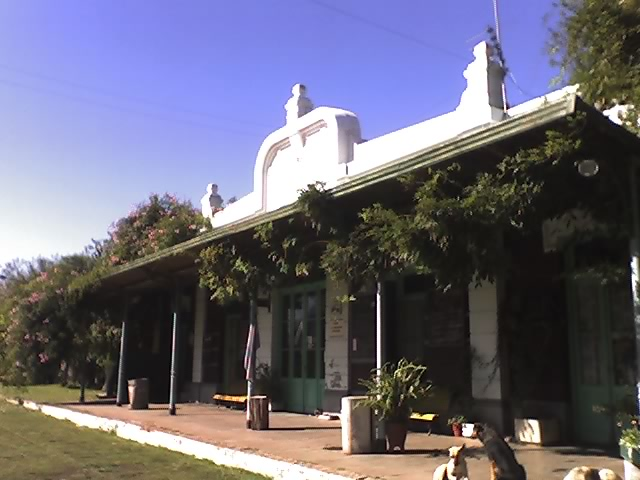
La antigua Estación Pontevedra (Estación 20 de Junio desde 1950), en el vecino pueblo de Veinte de Junio; fue inaugurada en 1908.

En 1873 Gahan decide vender la estancia a un grupo de inversores integrado por Manuel Quintana (que sería con el tiempo presidente de la República), su hermano Enrique Quintana, Miguel Navarro Viola, Julio Harry Wulf y Valdemar Lausen, siendo el escribano José María Vilela quien redactó la escritura el 6 de febrero de 1873.
Según estudios históricos la fundación de Pontevedra fue gracias al esfuerzo de Miguel Navarro Viola y Enrique Quintana, dos de los integrantes del grupo inversor, a la sazón fundadores del pueblo de Billinghurst. Ellos decidieron llevar a cabo la traza del pueblo y la venta de la tierra en mensualidades, método utilizado por primera vez en Argentina y que fue llevado a cabo por la compañía inmobiliaria "La Terrenal", propiedad del holandés Federico Dewnhy y el italiano Daniel Miroli. Es posible que el nombre de la Estancia 11 de Octubre haya sido la causa para que el día de martillero público en Argentina se festeje todos los 11 de octubre. Los martilleros que intervinieron, respondían a la razón comercial Wekwly, Giménez y Cía. 
Concretada la operación, se encomienda el diseño del pueblo al agrimensor Juan Dillon (hijo), Ingeniero Municipal del partido de Merlo, quien recibió la influencia de los pobladores de origen francés, tomando en cuenta la distribución de la ciudad de París, para volcarla al diseño de Pontevedra, afectando la división en lotes del pueblo, quintas y granjas, para proceder a su venta. 

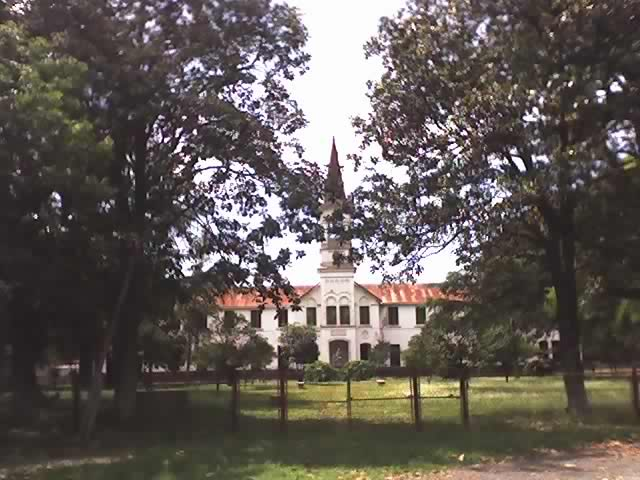
Vieja Escuela Pía en lo que fuese el casco de estancia de Thomas Gahan, en las afueras de Pontevedra.

En este trazado, los lotes estaban comprimidos en manzanas de 10.000 varas cuadradas; se ubicó un centro urbano con una plaza doble, y otras cuatro más, simétricas, a cierta distancia, diferenciándose por sus líneas de avanzada de otros pueblos cercanos, incluido Merlo. Una calle de 40 varas dividía el casco urbano en dos partes: de NE a SO; en el resto de las calles, la medida era de 10 varas (8,66 m) Intercalándose cada tanto una de 20 varas de ancho, presentando un moderno diseño que no obstante tuvo un error: no haber tenido en cuenta los cursos de agua y sus valles de inundación. 
Tal vez para halagar a los compradores que, como en otras localidades, provenían de distintas naciones, y apelando a recursos que posibilitaran buenos negocios, se bautizó sus calles con nombres que llevan los prefijos “de”, “del”, “de los”: De Roma, De Los Franceses, De Las Naciones, etc., y como un abrazo fraterno a todas ellas, la calle principal lleva el nombre de Avenida de la Unión.
Concretadas las ventas, el casco de la estancia de Gahan fue adquirido por el presbítero Natalio Márquez que estuviera por muchos años al frente de la parroquia de Merlo. A su fallecimiento, dejó en su testamento expreso mandato de que ese lugar fuese cedido a una institución religiosa para la instalación de un colegio. Cumpliendo este deseo, la Orden de San José de Calasanz —cuyos miembros son más conocidos como Escolapios— instaló una de las famosas Escuelas Pías hacia fines del siglo XIX y que fue cerrado a mediados del siglo XX. En la actualidad allí funciona una ONG.

## Autonomía
Desde hace algunos años en Pontevedra existe un movimiento autonomista que forma parte de la Asociación Provincial para el Reconocimiento de Nuevos Municipios —el que está integrado por más de 60 movimientos autonomistas en la provincia de Buenos Aires— cuya intención es la de conformar junto con la ciudad de Veinte de Junio, perteneciente al Partido de La Matanza, un nuevo partido que como nuevo nombre sería "Partido de Nuevo Oeste".
Se proyecta la autonomía de ambas ciudades con el futuro de unirse debido a que su geografía y economía van en perfecta concondancia y no y su fundamento principal es que ambos Partidos de Merlo y de La Matanza no las tiene en cuenta en sus proyectos de Obras Públicas.

## Imágenes

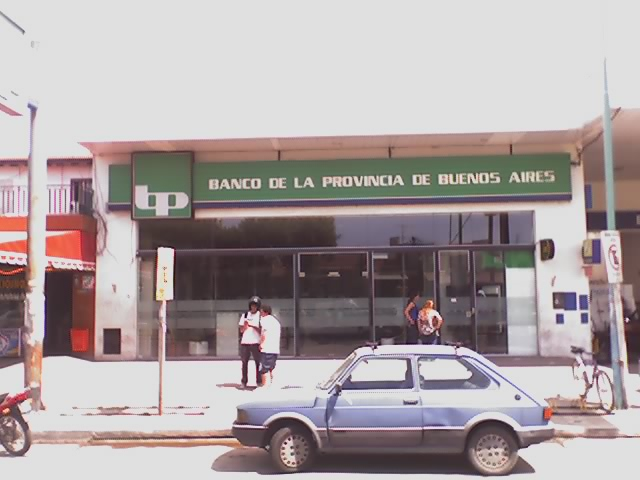
Banco de la Provincia de Buenos Aires.
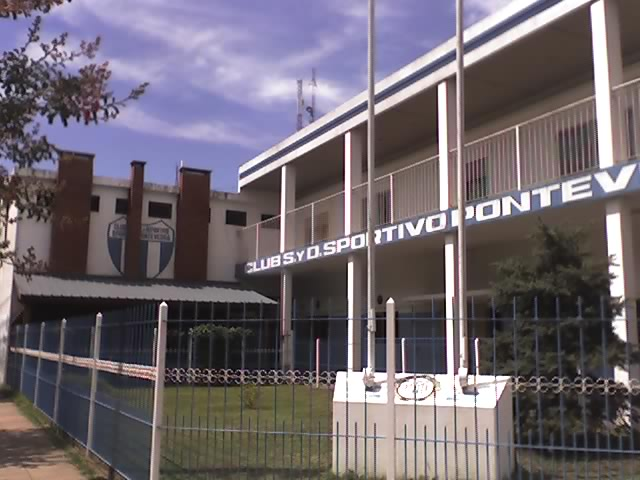
Club Social y Deportivo Sportivo Pontevedra.
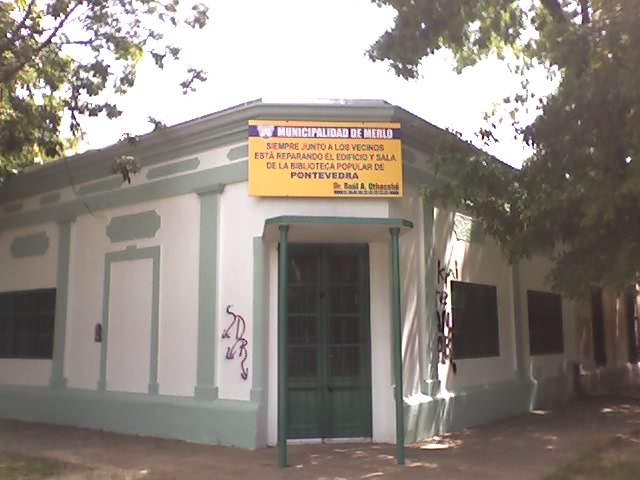
Biblioteca pública Leopoldo Lugones.
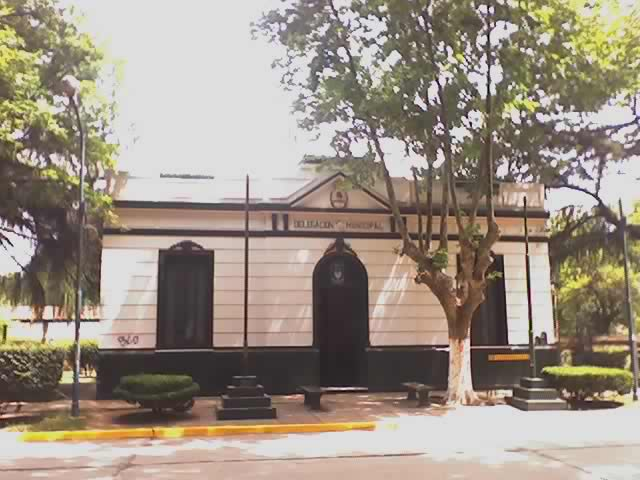
Edificio de la delegación municipal.
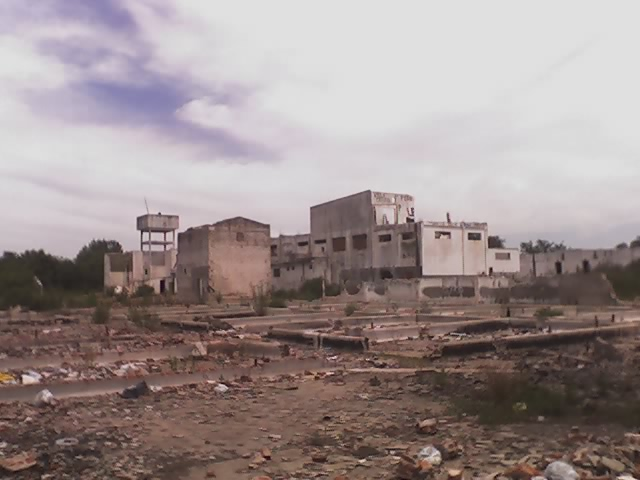
Restos del viejo Frigorífico y Matadero Pontevedra SAIC y F, cerrado hacia el año 2000.
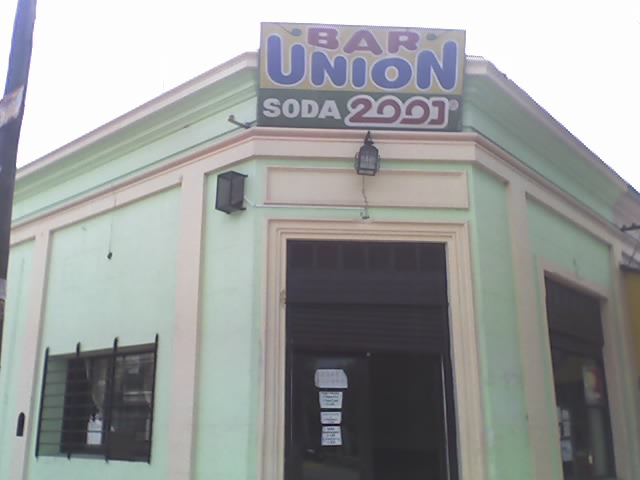
Bar en el centro de Pontevedra.
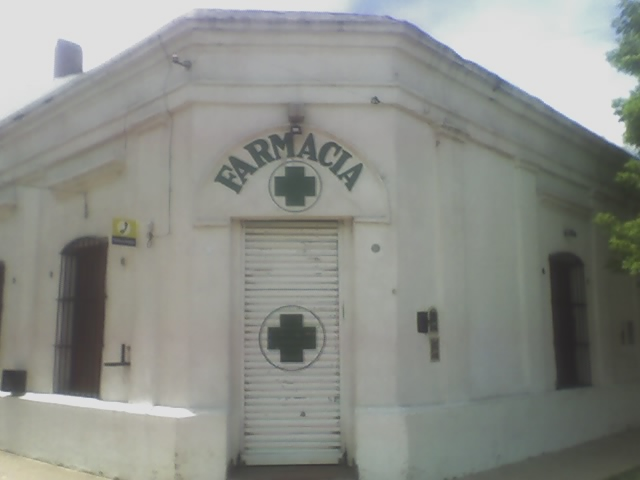
Farmacia en el centro de Pontevedra.
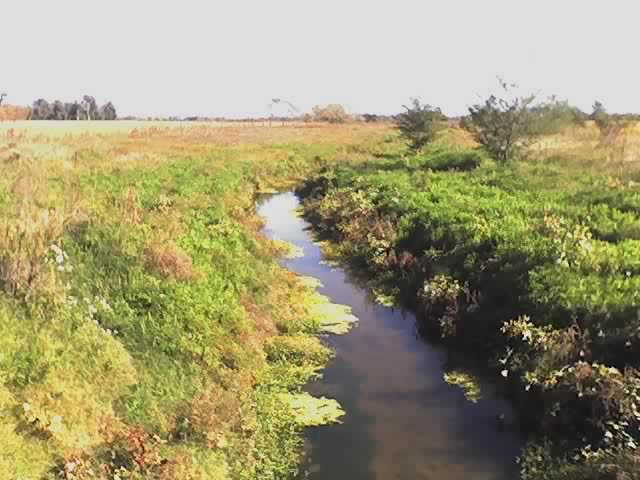
Arroyo de la Cañada Pantanosa.

## Características sociales

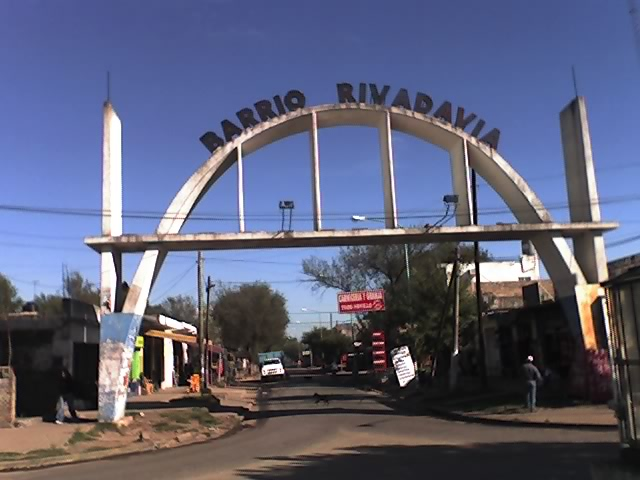
Entrada a Barrio Rivadavia (Pontevedra).

El progreso ha ido modificando la población, pero todavía persisten los rasgos impresos en las viejas generaciones, de inmigrantes de distintas latitudes que aquí se arraigaron, algunos buscando refugio en zonas apartadas y de buenas tierras, escapando tal vez de las pestes que asolaban Buenos Aires allá por 1870 (cólera y fiebre amarilla), trasladando sus conocimientos de labranza, dedicándose al cultivo de hortalizas y sobre todo a la producción de espárragos, actividad que hoy fue reemplazada por otros cultivos. La expectativa anual de antaño estaba centrada en dos fiestas: la del carnaval, cuyos corsos supieron tener fama por la concurrencia que masivamente se volcaba en las calles que se destinaban a tal fin, y por la Fiesta del Espárrago, con elección de una reina. 

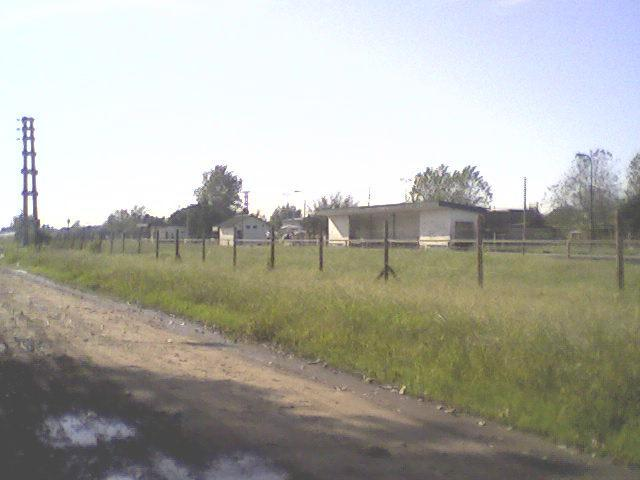
Estación Marinos del Crucero General Belgrano, Barrio Rivadavia.

Además las quermeses que se organizan con motivo de celebrarse cada 8 de diciembre el día de la Virgen Patrona del lugar, la Inmaculada Concepción, congregaba familias enteras, que desempeñaban distintas actividades y que encontraban de este modo una oportunidad de compartir rato de sano esparcimiento y de profunda devoción cristiana, traducida en procesiones, cánticos y celebración de la primera Comunión, verdadera fiesta del espíritu y de la fe.
Pontevedra cuenta con dos escuelas primarias públicas, tres privadas y una escuela media. La Escuela N.º 4 cumplió en el 2007 su centésimo vigésimo quinto aniversario.  La educación siempre ha sido un compromiso asumido en la localidad, brindando propuestas de calidad.
Los barrios que integran Pontevedra son: Pontevedra Centro, que corresponde al pueblo fundado en 1873 y en donde se halla el centro administrativo y comercial, Barrio Alegre, Lomas de Pontevedra, Barrio El Sol, Monte Cardacci, El Zorzal, La 20, La Loma, El Vivero, Las Torres, Barrio Cepa, Santa Julia, Santa Marta, barrio Los paraguayos, Las delicias, El ombú, Villa Angélica, barrio Rivadavia, Las campanillas, barrio La teja, Santa Ana, Juancito, La aldea, Villa Olaechea, La Cambacita y, por último, el barrio Papa Francisco, el más reciente barrio que data de 2015.
En Pontevedra se encuentran un gran número de casas de fin de semana, quintas pertenecientes a escuelas católicas y campos deportivos de distintos clubes como el Club Deportivo Morón y el Club Ferro Carril Oeste; también la Asociación Trabajadores de la Sanidad Argentina (ATSA) tiene un predio destinado al esparcimiento de sus afiliados.

## Economía
Pontevedra cuenta con una zona industrial que abarca 90 hectáreas. Si bien la primera industria aquí instalada era una fábrica de quesos cuyo propietario fue el señor Juan Invernizzi, los establecimientos fabriles con que hoy cuenta están dedicados a rubros muy diversos: producción de caños; autopartes; aditivos para la industria química (aerosoles); filtros de agua; colchones; juntas para automotores; frigorífico y matadero de vacunos, de gran importancia en el orden nacional, pues de aquí salieron los primeros cortes “Hilton”, que se logran exportar luego de ser declarada Argentina zona libre de fiebre aftosa. 
Por décadas el frigorífico perteneciente a la Compañía Elaboradora de Productos Alimenticio (CEPA) proveyó de empleos a los vecinos de Pontevedra y hasta un club deportivo lleva su nombre. Luego de haber estado cerrada por tres años, en el año 2006 las instalaciones del frigorífico Cepa fue adquirida por la empresa JBS Swift Argentina perteneciente al grupo brasileño Friboi inaugurando el 14 de julio de 2008 una moderna planta procesadora de alimentos con la que se crearon 500 nuevos puestos de trabajo.
En el predio de la misma se construyó la sede corporativa de la compañía y un Centro de Distribución para el abastecimiento del mercado interno. Además, se comenzó a construir una planta destinada a la elaboración de subproductos derivados de grasa animal. En la sede corporativa, que abarca 2300 m² de oficinas especialmente construidas en el predio, se trasladó el management y los mandos medios de la compañía; para concentrar allí la gestión integral de las operaciones de JBS Swift Argentina en el país.
En cuanto al ámbito rural propiamente dicho, amplia es la variedad de actividades que abarcan desde la floricultura, con verdaderos jardines de exposición permanente, orgullo de todo el partido de Merlo, tanto de plantas de interior como de exterior, de ornamento y macetería que los acompaña, como también por la cría de porcinos, cunicultura, avicultura, con inmensos galpones de “ponedoras”. O pollos para la cría y consumo, y una actividad que va incrementándose, como la del cuidado y reproducción de colmenas para extracciones de miel pura, jalea y polen de primerísima calidad. También hay algunos criadores de ganado bovino, y unas pocas vaquerías dedicadas a la exportación de la industria lechera, favorecidas ambas por las pasturas naturales de la zona.
Con la aparición de las nuevas tecnologías, surgió una nueva empresa local, llamada Telwinet, que presta servicios de Internet Banda Ancha desde Pontevedra a todas las localidades cercanas. Se promueve armar un Polo de Software.

## Hermanamientos
- Pontevedra, Galicia

## Parroquias de la Iglesia católica en Pontevedra
| Diócesis   | Merlo-Moreno                            |
| ---------- | --------------------------------------- |
| Parroquias | Inmaculada Concepción, Virgen de la Paz |